# Johannes Vilhelm Jensen
Johannes Vilhem Jensen (Farso, Jutlandia; 20 de enero de 1873-Copenhague, 25 de noviembre de 1950) fue un escritor danés y hermano de la también escritora Thit Jensen. Recibió el Premio Nobel de Literatura en 1944 por el vigor y la fecundidad de su imaginación literaria, en la que ha sabido combinar una curiosidad intelectual de largo alcance con un estilo creativo, audaz y novedoso.

## Biografía
Hijo de un veterinario. Su obra se inicia en 1896 con Danskere (Los daneses), novela en la que se ve la clara influencia de Joergensen. Al año siguiente publicó Einar Elkjoer y posteriormente saldrán a la luz las tres series de cuentos Himmerlandshistorier (Historias de Himmerland), que se publicarán en los años 1898, 1904 y 1910 y en las que retrata la vida jutlandesa.
Posteriormente se publicarán Madame d'Ora (1904) y Hjulet (La ruta, 1905) influenciadas por el viaje de Jensen a Estados Unidos, donde vio el impacto que la tecnología tenía en la sociedad. En estas obras refleja la exaltación del progreso humano, la supremacía del hombre ante la materia; esta constante también se refleja en otras obras suyas como Den ny Verden (El nuevo mundo, 1907), Nordisk Aand (Espíritu nórdico, 1911), Introduction til vaar Tidsalden (Introducción a nuestra época, 1915) y Harbog (Anales, 1916-1917).
Entre 1899 y 1902 publicó la novela Kongens Fald (La caída del rey), una biografía ficticia del rey Cristián II de Dinamarca compuesta por tres volúmenes: La muerte de la primavera, El gran verano y El invierno.
Jensen tardo 12 años en escribir su obra maestra, Periplo escandinavo (o El largo viaje) (1908-1922), una epopeya Histórica que narra la historia de la humanidad desde la época glaciar hasta Cristóbal Colón. Está compuesta por seis volúmenes: Det tabte land (La tierra perdida), Broeen (El glaciar), Norne-Gæst, Cimbrernes Tog (La caravana cimbria), Skibet (La nave), La Catedral y Cristóbal Colón.
Como ensayista, se pueden destacar sus obras Den gotiske Renaissance (1901) y Evolution of Moral (1925).
Jensen también publicó poesía .Su primer volumen de poemas, Digte, en el que recoge todos sus poemas juveniles, se publicó en (1906), al que se agregaron dos nuevos volúmenes en 1943.
Falleció en 1950.

## Algunas publicaciones
- Danskere, 1896
- Einar Elkjær, 1898
- Himmerlandsfolk, 1898
- Intermezzo, 1899
- Kongens Fald, 1900–1901 – La Caída del Rey
- Den gotiske renæssance, 1901
- Skovene, 1904
- Nye Himmerlandshistorier, 1904
- Madame d'Ora, 1904
- Hjulet, 1904
- Digte, 1906
- Eksotiske noveller, 1907–15
- Den nye verden, 1907
- Singaporenoveller, 1907
- Myter, 1907–45
- Nye myter, 1908
- Den lange rejse, 1908–22 – El largo viaje – I: Den tabte land, 1919; II: Bræen, 1908; Norne Gæst, 1919; IV: Cimbrernes tog, 1922; V: Skibet, 1912; VI: Christofer Columbus, 1922
- Lille Ahasverus, 1909
- Himmerlandshistorier, Tredje Samling, 1910
- Myter, 1910
- Bo'l, 1910
- Nordisk ånd, 1911
- Myter, 1912
- Rudyard Kipling, 1912
- Olivia Marianne, 1915
- Introduktion til vor tidsalder, 1915
- Skrifter, 1916 (8 vols.)
- Årbog, 1916, 1917
- Johannes Larsen og hans billeder, 1920
- Sangerinden, 1921
- Den lange rejse, 1922–24 – El largo viaje
- Æstetik og udviking, 1923
- Årstiderne, 1923
- Hamlet, 1924
- Myter, 1924
- Skrifter, 1925 (5 vols.)
- Evolution og moral, 1925
- Årets højtider, 1925
- Verdens lys, 1926
- Jørgine, 1926
- Thorvaldsens portrætbuster, 1926
- Dyrenes forvandling, 1927
- Åndens stadier, 1928
- Ved livets bred, 1928
- Retninger i tiden, 1930
- Den jyske blæst, 1931
- Form og sjæl, 1931
- På danske veje, 1931
- Pisangen, 1932
- Kornmarken, 1932
- Sælernes ø, 1934
- Det blivende, 1934
- Dr. Renaults fristelser, 1935
- Gudrun, 1936
- Darduse, 1937
- Påskebadet, 1937
- Jydske folkelivsmalere, 1937
- Thorvaldsen, 1938
- Nordvejen, 1939
- Fra fristaterne, 1939
- Gutenberg, 1939
- Mariehønen, 1941
- Vor oprindelse, 1941
- Mindets tavle, 1941
- Om sproget og undervisningen, 1942
- Kvinden i sagatiden, 1942
- Folkeslagene i østen, 1943
- Digte 1901–43, 1943
- Møllen, 1943
- Afrika, 1949
- Garden Colonies in Denmark, 1949
- Swift og Oehlenschläger, 1950
- Mytens ring, 1951
- Tilblivelsen, 1951
- The Waving Rye, 1959 (trad. R. Bathgate)